# Besenyő (Szerbia)
Besenyő (szerbül: Bešenovo, Бешеново) település Szerbiában, a Vajdaságban, a Szerémségi körzetben, Szávaszentdemeter községben.

## Demográfiai változások
| 1948  | 1953  | 1961  | 1971  | 1981  | 1991 | 2002 |
| ----- | ----- | ----- | ----- | ----- | ---- | ---- |
| 1 051 | 1 084 | 1 145 | 1 146 | 1 028 | 913  | 965  |